# Angela Peñaherrera
Angela Isadora Peñaherrera Jácome (sinh ngày 16 tháng 7 năm 1985)  là một nữ diễn viên, nhà sản xuất truyền hình và guitarist người Ecuador.

## Tiểu sử
Angela Peñaherrera sinh ngày 16 tháng 7 năm 1985 với nghệ sĩ vẽ tranh tường và nhiếp ảnh gia Fabián Peñaherrera và vũ công ba lê María Inés Jácome. Cô hoàn thành nghiên cứu chính của mình thông qua giáo dục Montessori và sau đó học tại trường trung học Torrance ở Torrance, California.
Peñaherrera đã tham gia vào nền âm nhạc độc lập ở Ecuador năm 2006. Cô là thành viên sáng lập của ban nhạc punk toàn nữ The Cassettes và hiện là thành viên của ban nhạc rock indie có trụ sở tại thành phố Moshi Moshi. Lần xuất hiện đầu tiên của cô trong điện ảnh là trong bộ phim Without Summer, Without Autumn Ecuador của Iván Mora Manzano, đóng vai Paula, một cô gái tìm kiếm ý nghĩa của hạnh phúc.

## Trích dẫn
1. 1 2 3  “Ángela Peñaherrera siempre ha estado vinculada con el arte a través de su familia”. El Telégrafo (bằng tiếng Tây Ban Nha). ngày 10 tháng 10 năm 2012. Truy cập ngày 16 tháng 1 năm 2016.
2. ↑  “Ángela Peñaherrera, en película ecuatoriana "La Descorrupción”. PP El Verdadero (bằng tiếng Tây Ban Nha). ngày 30 tháng 1 năm 2015. Truy cập ngày 16 tháng 1 năm 2016.
3. ↑  “Ángela Peñaherrera: "Mi verdadera felicidad es el arte”. Diario Extra (bằng tiếng Tây Ban Nha). ngày 18 tháng 11 năm 2012. Bản gốc lưu trữ ngày 16 tháng 1 năm 2016. Truy cập ngày 16 tháng 1 năm 2016.
4. ↑  “Atrás y delante de las cámaras”. El Universo (bằng tiếng Tây Ban Nha). ngày 21 tháng 6 năm 2012. Truy cập ngày 16 tháng 1 năm 2016.